# Ема Къркби
Ема Къркби (на английски: Emma Kirkby) е британска певица, сопрано.
Завършила е Класическа музика в Оксфорд. Смятана е за една от най-добрите изпълнителки на музика от епохата на Средновековието, Ренесанса и Барока. Участва в много записи на Клаудио Монтеверди, Йохан Себастиан Бах, Хилдегард от Бинген и Хенри Пърсел.